# (2296) Kugultinov
(2296) Kugultinov (1975 BA1; 1941 FM; 1958 DF; 1975 CE; 1978 RM1) ist ein Asteroid des äußeren Hauptgürtels, der am 18. Januar 1975 von der russischen (damals: Sowjetunion) Astronomin Ljudmila Iwanowna Tschernych am Krim-Observatorium (Zweigstelle Nautschnyj) auf der Halbinsel Krim (IAU-Code 095) entdeckt wurde.

## Benennung
(2296) Kugultinov wurde nach dem bekannten sowjetischen Poeten David Nikititsch Kugultinow (1922–2006) benannt, der dem Volk der Kalmücken angehörte. Der Asteroid (2287) Kalmykia wurde nach der Kalmückischen Autonomen Sozialistischen Sowjetrepublik benannt.